# نيلسون مارتينيز (سياسي)
نيلسون مارتينيز (بالإسبانية: Nelson Martínez) هو سياسي فنزويلي، ولد في 15 يوليو 1951 في كاراكاس في فنزويلا، وتوفي في 12 ديسمبر 2018 بسبب مرض قلبي وعائي.